# Маргерита VI (Кротоне)
Маргерита VI је насеље у Италији у округу Кротоне, региону Калабрија.
Према процени из 2011. у насељу је живело 54 становника. Насеље се налази на надморској висини од 8 м.